# فورست
فورست (به آلمانی: Forst) یک شهر در آلمان است که در راینلاند-فالتس واقع شده‌است.

## خصوصیات
فورست ۶۷۱ نفر جمعیت دارد.